# أندرويد أوتو
أندرويد أوتو (بالإنجليزية: Android Auto) نظام تشغيل السيارة وهو تطبيق جوّال تم تطويره بواسطة جوجل Google لعكس الميزات من جهاز اندرويد Android ، مثل الهاتف الذكي ، إلى المعلومات المتوافقة مع لوحة القيادة ووحدة الترفيه في السيارة.
بمجرد إقران جهاز أندويد بالوحدة الرئيسية ، يعكس النظام التطبيقات المؤهلة من الجهاز إلى شاشة السيارة ، مع واجهة مستخدم بسيطة وسهلة الاستخدام، تتضمن التطبيقات المدعومة رسم خرائط / ملاحة جي بي إس GPS وتشغيل الموسيقى والرسائل القصيرة والهاتف وبحث الويب، يدعم النظام كلاً من الشاشات التي تعمل باللمس ووحدات الرأس التي يتم التحكم فيها بالأزرار ، على الرغم من تشجيع التشغيل بدون استخدام اليدين من خلال الأوامر الصوتية لتقليل تشتيت القيادة.
يعد أندويد أوتو جزءًا من تحالف أوبن أوتومتيف Open Automotive الذي تم الإعلان عنه في 25 يونيو 2014 ، وهو جهد مشترك بين 28 شركة مصنعة للسيارات ، مع إنفيديا Nvidia كمورد للتكنولوجيا، إنه متوفر في 36 دولة.

## وظائفه

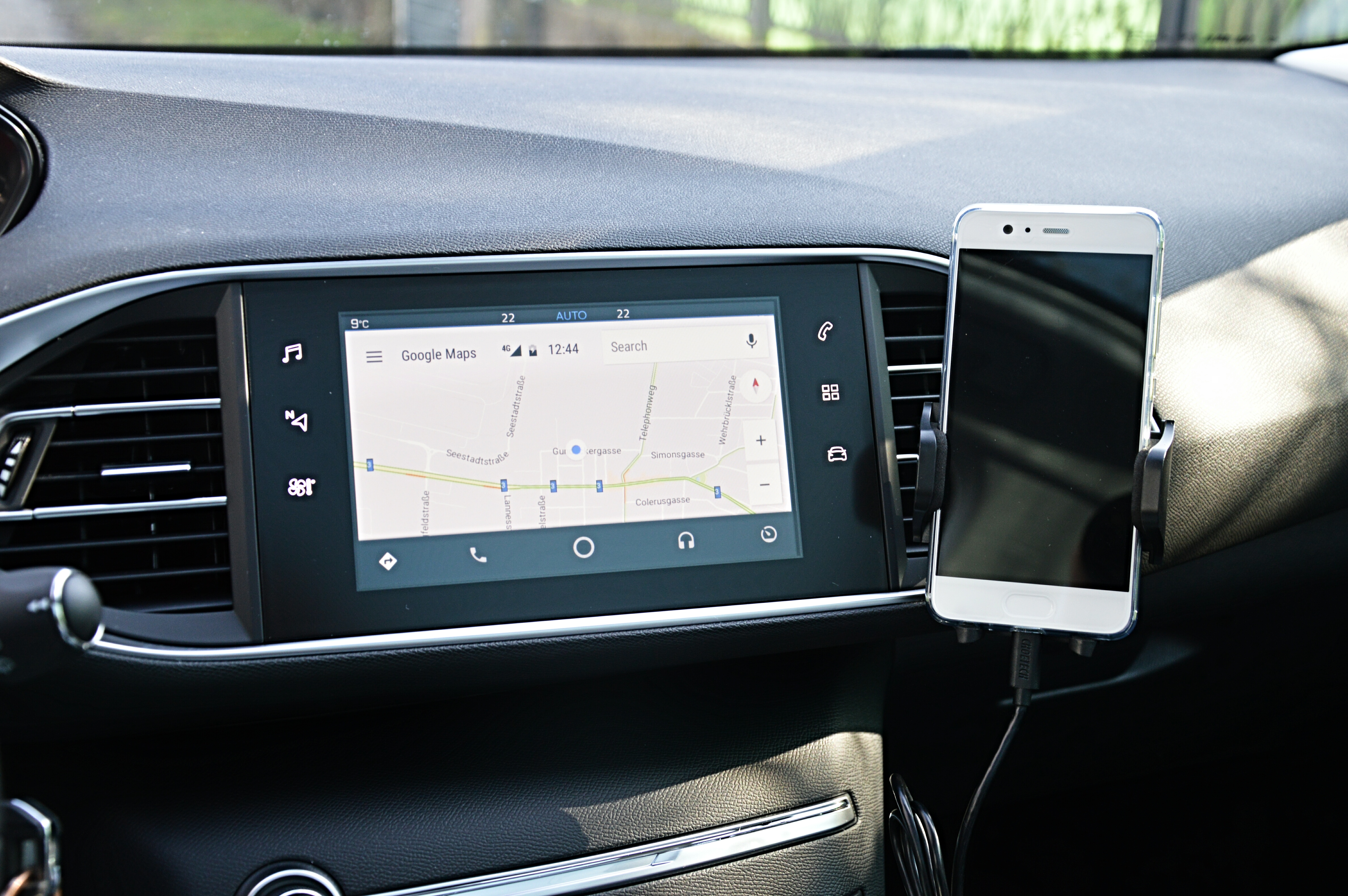
إستخدام
الخرائط داخل السيارة

الطريقة الأكثر شيوعًا لنشر أندرويد أوتو هي عبر جهاز محمول يعمل بنظام أندرويد يعمل بتطبيق أندرويد أوتو، ويعمل كرائد لوحدة لوحة أجهزة القياس في السيارة التي تدعم هذه الوظيفة. بمجرد توصيل جهاز أندرويدالخاص بالمستخدم بالسيارة ، ستعمل الوحدة كشاشة خارجية لجهاز أندرويد، حيث تقدم البرامج المدعومة في واجهة مستخدم خاصة بالسيارات يوفرها تطبيق أندرويد أوتو، في عمليات التكرار الأولى لأندرويدأوتو كان مطلوبًا توصيل الجهاز عبر يو إس بي USB بالسيارة.
بدلاً من ذلك ، في نوفمبر 2016 ، أضافت جوجل خيار تشغيل أندرويد أوتو كتطبيق عادي على جهاز أندرويد، على سبيل المثال لا يتم ربطه بوحدة رأس السيارة مما يسمح باستخدامه على وحدات الرأس التي تعمل بنظام أندرويد أو ببساطة على هاتف شخصي أو جهاز لوحي في السيارة،  بالإضافة إلى ذلك ، في 1 يناير 2018 ، أُعلن أن شركة جي في سي كينود JVCKenwood ستعرض وحدات رأس لاسلكية تعمل بنظام أندرويد أوتو في معرض سي أيه إس CES 2018 ، والتي ستكون قادرة على العمل دون الحاجة إلى اتصال سلكي.
وظائفه يظهر في :
- الساعة
- الموسيقى
- مكالمة هاتفية
- جهاة الإتصال
- بلوتوث
- مذكرة
- أنترنت
- واتساب
- فايسبوك

## التوفر
النظام المتفور في 28 دولة وتتوفر التطبيقات حسب البلد.

## وصلات خارجية
- الموقع الرسمي